# Baccaurea henii
Baccaurea henii là một loài thực vật có hoa trong họ Diệp hạ châu. Loài này được Thin mô tả khoa học đầu tiên năm 1987.